# عدد اهریمن (ترانه)
«عدد اهریمن» (به انگلیسی: The Number of the Beast) ترانه‌ای از گروه هِوی متال آیرن میدن و یکی از قطعات آلبومی به‌همین نام است که در سال ۱۹۸۲ منتشر شد.
تک‌آهنگ «عدد اهریمن» در زمان اولین انتشارش (۱۹۸۲) تا ردهٔ هجدهم جدول تک‌آهنگ‌های بریتانیا صعود کرد و پس از بازنشر در سال ۲۰۰۵، سومین ترانهٔ پُرفروش روز بریتانیا شد. وی‌اِچ‌وان در رده‌بندی «۴۰ ترانهٔ برتر متال» رتبهٔ هفتم را به این قطعه داده‌است. «عدد اهریمن» یکی از آثار نمادین موسیقی هوی متال و جزو محبوب‌ترین ترانه‌های آیرن میدن است اما در زمان انتشارش مخالفانی هم داشت. در ایالات متحدهٔ آمریکا نام آلبوم، طرح جلد آن و متن آهنگ خشم مذهبی‌های تندرو را برانگیخت. آن‌ها صفحه‌های «عدد اهریمن» را آتش می‌زدند و دربعضی موارد از بیم استنشاق دود شیطانی متصاعد شده از صفحه‌ها، آن‌ها را با چکش خرد می‌کردند.
در ابتدای ترانه کلماتی از مکاشفه یوحنا خوانده می‌شود. اعضای گروه برای اجرای این قسمت ابتدا به وینسنت پرایس (هنرپیشهٔ نامدار فیلم‌های ژانر وحشت) مراجعه کردند. اما زمانی‌که پرایس برای دکلمهٔ آن جمله‌ها دستمزد ۲۵٬۰۰۰ پوندی طلب کرد، مجبور شدند به صدای بَری کلایتونِ کمتر شناخته‌شده رضایت دهند.

## محتوا
استیو هریس شعر «عدد اهریمن» را با الهام از رؤیایی که پس از تماشای فیلم دیمین: طالع نحس ۲ دید، نوشت.
او بعد از واکنش غیر منتظرهٔ مذهبی‌ها به ترانه گفت: «مشخص است که آن‌ها شعر را نخوانده بودند. اگر این کار را کرده بودند، خیلی راحت متوجه می‌شدند که «عدد اهریمن» داستان عبرت‌آموز شخصی است که نیمه‌شب به یک مراسم جادوی سیاه وارد می‌شود و به شدت می‌ترسد. به‌گفتهٔ هریس شیطانی‌ترین اتفاق در زمان ضبط آلبوم این بود که مارتین بِرچ (تهیه‌کننده) با ماشینش تصادف کرد و پس از مراجعه به تعمیرگاه یک فاکتور ۶۶۶ پوندی دریافت کرد.

## افراد مشارکت‌کننده
- بروس دیکینسن - آواز
- دیو مورای - گیتار
- آدرین اسمیت - گیتار
- استیو هریس - گیتار باس
- کلایو بِر - درامز